# Asociación Latinoamericana de Integración
La Asociación Latinoamericana de Integración (ALADI) es un organismo internacional de ámbito regional. Fue creado el 12 de agosto de 1980 por el Tratado de Montevideo de 1980, en sustitución de la Asociación Latinoamericana de Libre Comercio (ALALC). Actualmente, cuenta con trece Estados miembros en Latinoamérica; Argentina, Bolivia, Brasil, Chile, Colombia, Cuba, Ecuador, México, Panamá, Paraguay, Perú, Uruguay y Venezuela. Cualquier país de Latinoamérica puede solicitar su adhesión al proceso de integración.

## Objetivos
La ALADI se formó con el propósito de:
- Reducir y eliminar gradualmente las trabas al comercio recíproco de sus países miembros.
- Impulsar el desarrollo de vínculos de solidaridad y cooperación entre los pueblos latinoamericanos.
- Promover el desarrollo económico y social de la región en forma armónica y equilibrada a fin de asegurar un mejor nivel de vida para sus pueblos.
- Renovar el proceso de integración latinoamericano, y establecer mecanismos aplicables a la realidad regional.
- Crear un área de preferencias económicas teniendo como objetivo final el establecimiento de un mercado común latinoamericano.

## Principios Generales
- Pluralismo en materia política, social y económica
- Convergencia progresiva de acciones parciales hacia la formación de un mercado común latinoamericano
- Flexibilidad
- Tratamientos diferenciales con base al nivel de desarrollo de los países miembros
- Multiplicidad en las formas de concertación de instrumentos comerciales

## Mecanismos de la Integración
La ALADI propicia la creación de un área de preferencias económicas en la región, con el objetivo final de lograr un mercado común latinoamericano, mediante tres mecanismos:
- Una  preferencia arancelaria regional[2] que se aplica a productos originarios de los países miembros frente a los aranceles vigentes para terceros países.
- Acuerdos de alcance regional,[3] comunes a la totalidad de los países miembros.
- Acuerdos de alcance parcial,[3] con la participación de dos o más países del área.

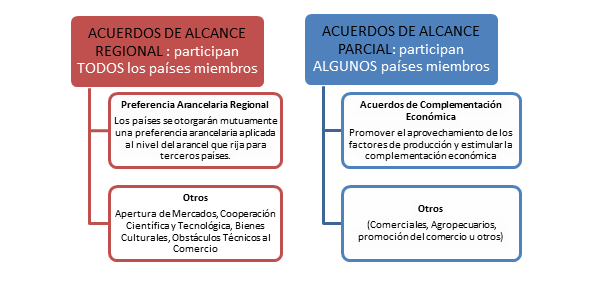
Acuerdos de la ALADI

Los países calificados de menor desarrollo económico relativo de la región (Bolivia, Ecuador y Paraguay) gozan de un sistema preferencial. A través de las nóminas de apertura de mercados que los países ofrecen a favor de los PMDER; de programas especiales de cooperación (ruedas de negocios, preinversión, financiamiento, apoyo tecnológico); y de medidas compensatorias a favor de los países mediterráneos, se busca una participación plena de dichos países en el proceso de integración. La ALADI da cabida en su estructura jurídica a los más vigorosos acuerdos subregionales, plurilaterales y bilaterales de integración que surgen en forma creciente en el continente. En consecuencia, le corresponde a la Asociación –como marco o “paraguas” institucional y normativo de la integración regional- desarrollar acciones tendientes a apoyar y fomentar estos esfuerzos con la finalidad de hacerlos confluir progresivamente en la creación de un espacio económico común.

## Miembros de la ALADI
| Band.                | Esc. | País      | Capital           | Fecha de ingreso | Población   | Superficie    | Zona E.E + Superficie terrestre | Moneda                               | PIB per cápita ($) |
| -------------------- | ---- | --------- | ----------------- | ---------------- | ----------- | ------------- | ------------------------------- | ------------------------------------ | ------------------ |
| Bandera de Argentina |      | Argentina | Buenos Aires      | Fundador         | 40 117 096  | 2 780 400 (1) | 3 939 463 (5)                   | Peso argentino                       | 20 500             |
| Bandera de Bolivia   |      | Bolivia   | Sucre             | Fundador         | 10 426 160  | 1 098 581     |                                 | Boliviano                            | 7 200              |
| Bandera de Brasil    |      | Brasil    | Brasilia          | Fundador         | 202 768 562 | 8 514 877     | 12 175 832                      | Real brasileño                       | 15 200             |
| Bandera de Chile     |      | Chile     | Santiago de Chile | Fundador         | 17 094 275  | 756 096 (2)   | 4 438 085 (6)                   | Peso chileno                         | 24 000             |
| Bandera de Colombia  |      | Colombia  | Bogotá            | Fundador         | 51 149 498  | 1 141 748     | 1 949 906                       | Peso colombiano                      | 16 803             |
| Bandera de Cuba      |      | Cuba      | La Habana         | 1999             | 11 242 621  | 110 860 (3)   | 460 637                         | Peso cubano, Peso cubano convertible | 11 600             |
| Bandera de Ecuador   |      | Ecuador   | Quito             | Fundador         | 14 306 876  | 283 561       | 1 333 600                       | Dólar estadounidense                 | 11 000             |
| Bandera de México    |      | México    | Ciudad de México  | Fundador         | 112 322 757 | 1 972 550     | 5 150 092                       | Peso mexicano                        | 18 900             |
| Bandera de Paraguay  |      | Paraguay  | Asunción          | Fundador         | 6 818 180   | 406 752       |                                 | Guaraní                              | 9 400              |
| Bandera de Panamá    |      | Panamá    | Ciudad de Panamá  | 2012             | 4 001 033   | 78 569        | 411 163                         | Balboa, Dólar estadounidense         | 22 800             |
| Bandera de Perú      |      | Perú      | Lima              | Fundador         | 30 814 175  | 1 285 216     | 2 191 670                       | Sol                                  | 13 000             |
| Bandera de Uruguay   |      | Uruguay   | Montevideo        | Fundador         | 3 286 214   | 176 215       | 318 381                         | Peso uruguayo                        | 21 600             |
| Bandera de Venezuela |      | Venezuela | Caracas           | Fundador         | 33 221 865  | 916 445 (4)   | 1 387 952                       | Bolívar                              | 15 100             |

(1) La superficie terrestre de Argentina alcanza los 3.761.274 km² si se incluye a los territorios reclamados de la Antártida Argentina e Islas del Atlántico Sur. De estos territorios, la ALADI solo reconoce bajo soberanía argentina las Islas Malvinas e Islas Georgias del Sur y Sandwich del Sur.

(2) La superficie terrestre de Chile alcanza los 2.006.360 km² si se incluye al territorio reclamado de la Antártica Chilena 

(3) La superficie terrestre de Cuba alcanza los 110 977 km² si se incluye al territorio reclamado de la Base Naval de la Bahía de Guantánamo

(4) La superficie terrestre de Venezuela alcanza los 1.075.987 km² si se incluye al territorio reclamado de la Guayana Esequiba

(5) No incluye superficie reclamada

(6) No incluye superficie reclamada

## Adhesión de otros países latinoamericanos
El TM80 está abierto a la adhesión de cualquier país latinoamericano. El 26 de agosto de 1999 se perfeccionó la primera adhesión al TM80, con la incorporación de la República de Cuba como país miembro de la Asociación. Asimismo, el 10 de mayo de 2012, la República de Panamá pasó a ser el decimotercer país miembro de la ALADI.
Por otra parte, también fue aceptada la adhesión de la República de Nicaragua, en la decimosexta reunión del Consejo de Ministros (Resolución 75 (XVI)), realizada el 11 de agosto de 2011. Actualmente, Nicaragua avanza en el cumplimiento de las condiciones establecidas para constituirse en país miembro de la asociación. En el mes de mayo de 2018, el canciller dominicano Miguel Vargas durante una visita oficial al Uruguay, visitó la sede de ALADI para mostrar el interés de la República Dominicana en pertenecer a este organismo, desde esa visita, tanto el país como la asociación se encuentran haciendo los procedimientos a lugar para la integración de República Dominicana como país miembro.[cita requerida]
La ALADI abre además su campo de acción hacia el resto de América Latina mediante vínculos multilaterales o acuerdos parciales con otros países y áreas de integración del continente (Artículo 25).
Asimismo, contempla la cooperación horizontal con otros movimientos de integración del mundo y acciones parciales con terceros países en vías de desarrollo o sus respectivas áreas de integración (Artículo 27).

## Estructura Institucional

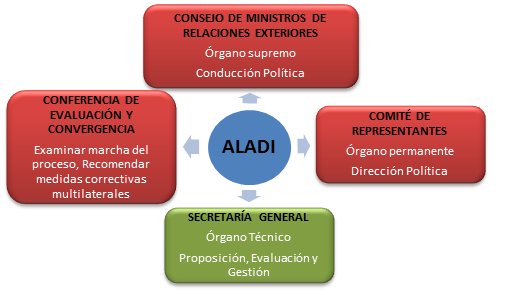
Estructura Institucional de la ALADI

Según el Tratado fundacional, la estructura está conformada por los siguientes organismos:
- Consejo de Ministros de Relaciones Exteriores: El Consejo de Ministros es el órgano supremo de la ALADI y adopta las decisiones que corresponden a la conducción política superior del proceso de integración. Está constituido por los Ministros de Relaciones Exteriores de los países miembros. Sin embargo, cuando en alguno de estos la competencia de los asuntos de integración estuviera asignada a un Ministro o Secretario de Estado diferente, los países miembros pueden estar representados, con plenos poderes, por el ministro o Secretario respectivo. Se reúne por convocatoria del Comité de Representantes y sesiona y toma decisiones con la presencia de todos los países miembros.
- Conferencia de Evaluación y Convergencia: Conferencia de Evaluación y Convergencia tiene a su cargo, entre otras atribuciones, examinar el funcionamiento del proceso de integración en todos sus aspectos, propiciar la convergencia de los acuerdos de alcance parcial procurando su multilateralización progresiva y promover acciones de mayor alcance en materia de integración económica. Está integrada por Plenipotenciarios de los países miembros.
- Comité de Representantes: Es el órgano político permanente y foro negociador de la Asociación, donde se analizan y acuerdan todas aquellas iniciativas destinadas a cumplir los objetivos fijados por el Tratado. Está compuesto por un Representante Permanente de cada país miembro con derecho a un voto y un Representante Alterno.  Sesiona regularmente cada 15 días y sus Resoluciones son adoptadas por el voto afirmativo de dos tercios de los países miembros.
- Secretaría General: Es el órgano técnico de la ALADI. Tiene atribuciones de proposición, evaluación, estudio y gestión orientadas a la mejor consecución de los objetivos de la Asociación. Está compuesta por personal técnico y administrativo y es dirigida por un secretario general, el cual cuenta con el apoyo de dos subsecretarios, electos por un período de tres años, renovable por igual término.

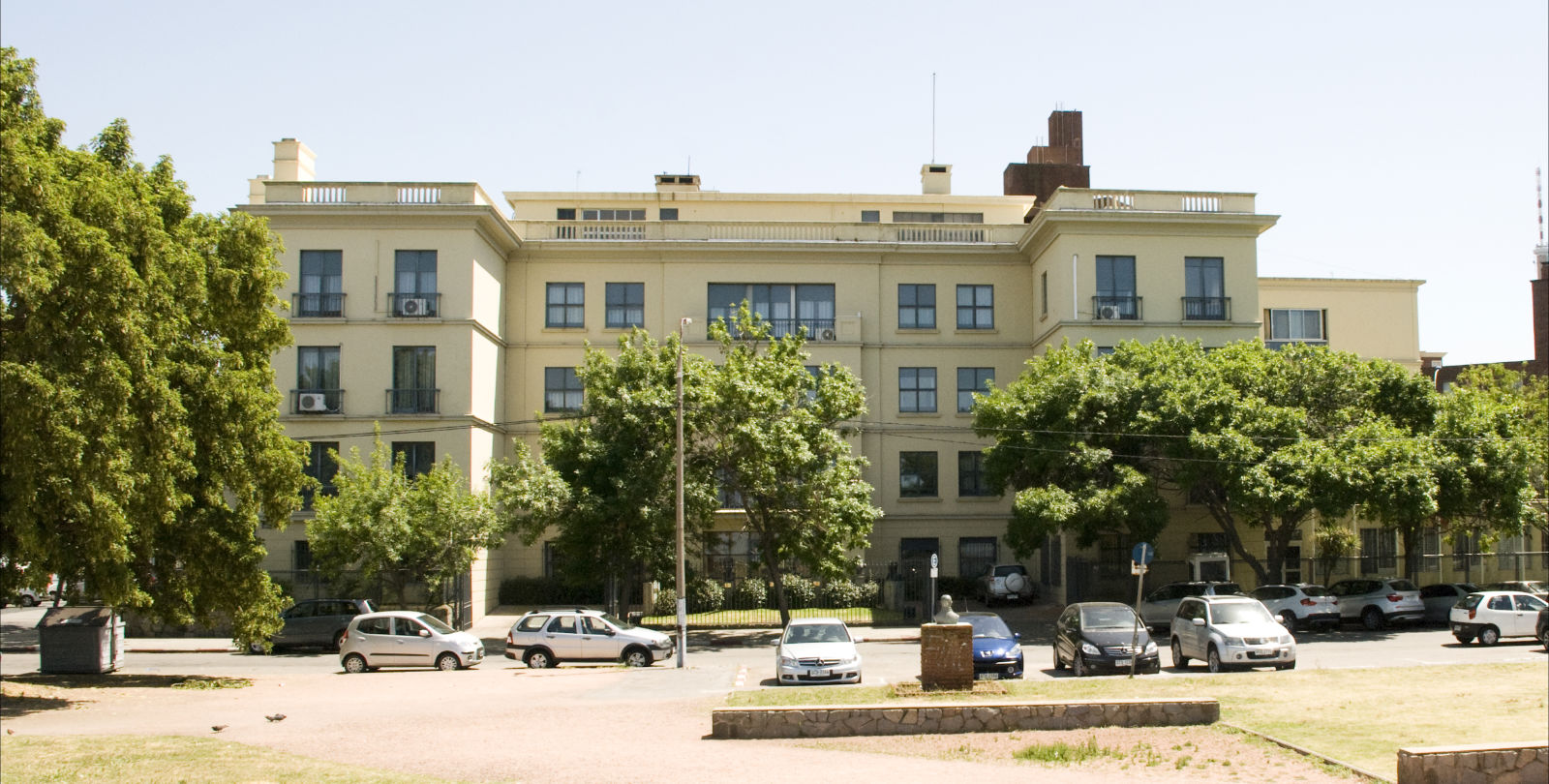
Sede de la ALADI, Montevideo

## Secretarios Generales
| Nombre                            | País      | Período           |
| --------------------------------- | --------- | ----------------- |
| Julio César Schupp                | Paraguay  | 1980 - 1984       |
| Juan José Real                    | Uruguay   | 1984 - 1987       |
| Norberto Bertaina                 | Argentina | 1987 - 1990       |
| Jorge Luis Ordóñez                | Colombia  | 1990 - 1993       |
| Antônio José de Cerqueira Antunes | Brasil    | 1993 - 1999       |
| Juan Francisco Rojas Pensó        | Venezuela | 2000 - 2005       |
| Didier Opertti                    | Uruguay   | 2005 - 2008       |
| Bernardino Hugo Saguier Caballero | Paraguay  | 2008 - 2009       |
| José Félix Fernández Estigarribia | Paraguay  | 2009 - 2011       |
| Carlos Chacho Álvarez             | Argentina | 2011 - 2017       |
| Alejandro de la Peña Navarrete    | México    | 2017 - 2020       |
| Sergio Abreu                      | Uruguay   | 2020 - Actualidad |

## Iniciativas de la ALADI
- Observatorio América Latina-Asia Pacífico
- ExpoALADI